# Música tradicional persa

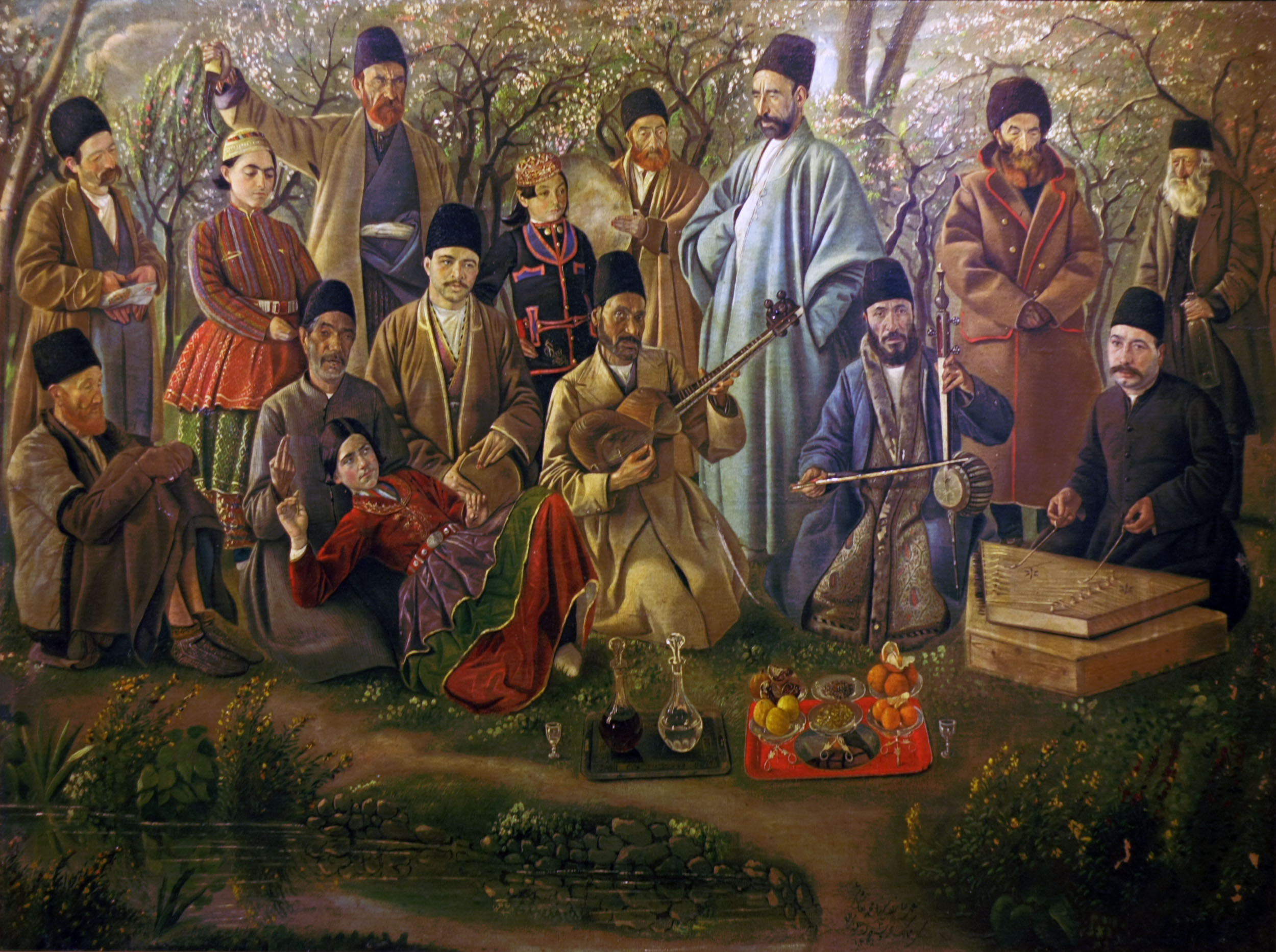
Um grupo musical na era Naceradim Xá Cajar.

Música tradicional persa ou música tradicional iraniana, também conhecida como música clássica persa ou música clássica iraniana, refere-se à música erudita do Irã (historicamente conhecida como Pérsia). Consiste em características desenvolvidas ao longo das eras clássica, medieval e contemporânea do país. Também influenciou áreas e regiões consideradas parte do Grande Irã.
Devido ao intercâmbio da ciência musical ao longo da história, muitos dos estilos clássicos do Irã estão relacionados aos de suas culturas vizinhas.
A música clássica iraniana continua a funcionar como uma ferramenta espiritual, como sempre fez ao longo da história, e muito menos como uma atividade recreativa. Pertence, em grande parte, à elite social, em oposição à música folclórica e popular, da qual a sociedade como um todo participa. No entanto, componentes da música clássica iraniana também foram incorporados a composições folclóricas e pop.

## História

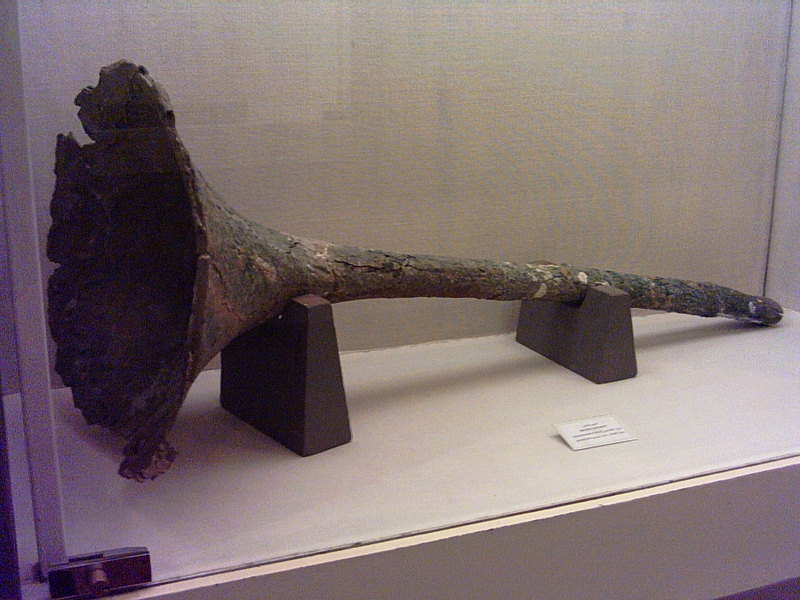
Karna, um instrumento musical iraniano do século VI a.C., mantido no Museu de Persépolis.

A história do desenvolvimento musical no Irã remonta a milhares de anos. Registros arqueológicos atribuídos a civilizações "pré-iranianas", como as de Elão, no sudoeste, e do Oxo, no nordeste, demonstram tradições musicais em tempos pré-históricos.
Pouco se sabe sobre a música dos impérios iranianos clássicos dos medos, aquemênidas e partas. No entanto, uma elaborada cena musical é revelada por meio de vários documentos fragmentários, incluindo aqueles observados na corte e em teatros públicos, e aqueles que acompanhavam rituais religiosos e preparativos para a batalha. Jamshid, um rei da mitologia iraniana, é creditado com a "invenção" da música.
A história da música sassânida é mais bem documentada do que em períodos anteriores, e os nomes de vários instrumentos e músicos da corte do reinado dos sassânidas foram atestados. Sob o domínio sassânida, a música modal foi desenvolvida por um poeta-músico da corte chamado Barbad, que é lembrado em muitos documentos. Ele pode ter inventado o alaúde e a tradição musical que se transformaria nas formas de dastgah e maqam. A ele é atribuído o mérito de ter organizado um sistema musical composto por sete "modos reais" (xosrovāni), 30 modos derivados (navā) e 360 melodias (dāstān).
Cosroes II foi um grande patrono da música, e acredita-se que seu músico da corte, Barbod, tenha desenvolvido um sistema musical com sete estruturas modais (conhecidas como Modos Reais), trinta modos derivados e 365 melodias, associadas aos dias da semana, mês e ano. 

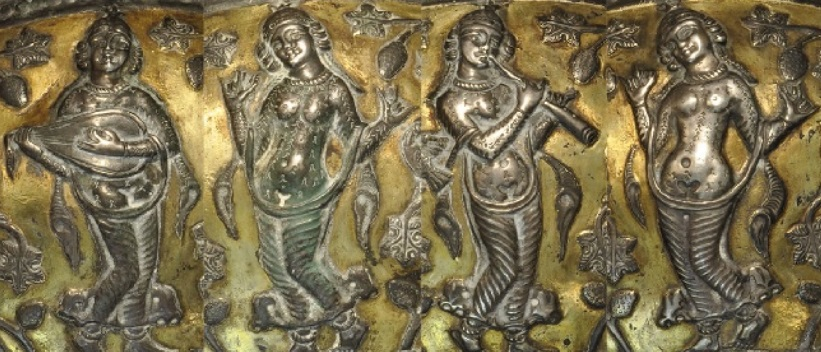
Dançarinos e músicos retratados em uma tigela sassânida dos séculos V a VII.

A música clássica acadêmica iraniana, além de preservar os tipos de melodia atribuídos a músicos sassânidas, baseia-se nas teorias da estética sonora, conforme expostas por teóricos musicais iranianos nos primeiros séculos após a conquista muçulmana do Império Sassânida, principalmente Avicena, Alfarábi, Cobadim de Xiraz e Safi-ed-Din Urmawi.
Também está diretamente ligada à música do Império Safávida dos séculos XVI a XVIII. Durante a era Cajar do século XIX, os tipos de melodia clássica foram desenvolvidos, juntamente com a introdução de tecnologias e princípios modernos do Ocidente. Mirza Abdollah, um proeminente mestre de tar e setar e um dos músicos mais respeitados da corte no final do período Qajar, é considerado uma grande influência no ensino de música clássica iraniana nos conservatórios e universidades iranianos contemporâneos. Radif, o repertório que ele desenvolveu no século XIX, é a versão mais antiga documentada do sistema de sete dastgah e é considerado um rearranjo do antigo sistema de 12 maqam. Durante o final do período Cajar e o início do período Pahlavi, inúmeras composições musicais foram produzidas dentro dos parâmetros dos modos clássicos iranianos, e muitas envolviam harmonias musicais ocidentais.

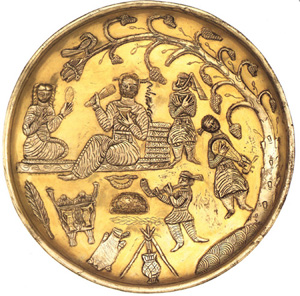
Prato sassânida do século VII, que retrata músicos, mantido no Museu Britânico.

A introdução e a popularidade de influências musicais ocidentais no início da era contemporânea foram criticadas por tradicionalistas, que sentiam que a música tradicional estava ameaçada. Foi antes da década de 1950 que a indústria musical iraniana era dominada por músicos clássicos. Em 1968, Dariush Safvat e Nur-Ali Borumand ajudaram a formar uma instituição chamada Centro de Preservação e Propagação da Música Iraniana, com a ajuda de Reza Ghotbi, diretor da Rádio e Televisão Nacional Iraniana, um ato que é creditado por salvar a música tradicional na década de 1970.
O "Radif da música iraniana" foi oficialmente inscrito na Lista Representativa do Patrimônio Cultural Imaterial da Humanidade da UNESCO em 2009, descrito como "o repertório tradicional da música clássica do Irã".

## Características
A música clássica iraniana baseia-se tanto na improvisação quanto na composição, e baseia-se em uma série de escalas modais e melodias, incluindo doze Dastgahs e Avazes. As composições podem variar imensamente do início ao fim, geralmente alternando entre peças graves e contemplativas e demonstrações atléticas de musicalidade chamadas tahrir. O repertório comum consiste em mais de 200 movimentos melódicos curtos (guše), classificados em sete modos (dastgāh). Dois desses modos possuem modos secundários ramificados, chamados āvāz. Todo esse conjunto é chamado radif, do qual existem várias versões, cada uma de acordo com os ensinamentos de um mestre específico (ostād).
No final do Império Safávida, movimentos musicais mais complexos em 10, 14 e 16 tempos deixaram de ser executados. No início da era Qajar, os ciclos rítmicos (osul) foram substituídos por uma métrica baseada no qazal, e o sistema de classificação maqam foi reconstruído no sistema radif. Hoje, as peças rítmicas são executadas em tempos de 2 a 7, com algumas exceções. O reng está sempre em um compasso de 6
8.
Uma performance clássica iraniana típica consiste em cinco partes, a saber, pišdarāmad ("prelúdio"; uma peça métrica composta), čahārmezrāb (uma peça métrica rápida com um padrão rítmico repetido), āvāz (a peça central improvisada), tasnif (uma canção métrica composta de poesia clássica) e reng (uma composição rítmica de encerramento). Uma performance forma uma espécie de suíte. De forma não convencional, essas partes podem ser variadas ou omitidas.
A música clássica iraniana é baseada em vocais, e o vocalista desempenha um papel crucial, pois decide qual humor expressar e qual dastgah se relaciona com esse humor. Em muitos casos, o vocalista também é responsável pela escolha da letra. Se a apresentação exigir um cantor, este será acompanhado por pelo menos um instrumento de sopro ou cordas e pelo menos um tipo de percussão. Pode haver um conjunto de instrumentos, embora o vocalista principal deva manter seu papel. Em algumas canções tasnif, os músicos podem acompanhar o cantor cantando vários versos. 
A incorporação de textos religiosos como letras foi amplamente substituída pelas obras de poetas sufis medievais, especialmente Hafez e Rumi.

## Instrumentos
Os instrumentos musicais iranianos indígenas usados na música tradicional incluem instrumentos de cordas como o chang (harpa), qanun, santur, rud (oud, barbat), tar, dotar, setar, tanbur e kamanche, instrumentos de sopro como a sorna (zurna, karna), ney e neyanban, e instrumentos de percussão como o tombak, kus, daf (dayere), naqare e dohol. 
Alguns instrumentos, como a sorna, o neyanban, o dohol e o naqare, geralmente não são usados no repertório clássico, mas são usados na música folclórica. Até meados do Império Safávida, o chang era uma parte importante da música iraniana. Foi então substituído pelo qanun (cítara) e, posteriormente, pelo piano ocidental. O tar funciona como o principal instrumento de cordas em uma apresentação. O setar é especialmente comum entre músicos sufis. O violino ocidental também é usado, com uma afinação alternativa preferida pelos músicos iranianos. O ghaychak, um tipo de rabeca, está sendo reintroduzido na música clássica após muitos anos de exclusão.

### Conceitos da Wikipédia em persa
Os seguintes artigos na Wikipédia em persa (facilmente traduzidos com um navegador como o Chrome) abordam material ainda não incluído na Wikipédia em português. É fácil ignorar ritmo, instrumento e canção como tendo os mesmos significados que têm na teoria musical ocidental, quando na teoria musical persa eles têm significados específicos.
- Reng. Reng é uma forma musical persa, um tipo de música para apresentações de alegria e dança, geralmente tocada em compasso de 6
8, um subconjunto de gusheh.
- Zarbi. Zarbi, consiste em canções ou "gushehs" que têm uma métrica específica e um padrão de batida fixo.
- Gusheh. Gusheh (na tradução literal, "canto") na teoria musical iraniana: um radif é uma coleção de canções e melodias, e cada uma dessas canções é chamada de gusheh.
- Radif. Um radif ("fileira") na teoria da música iraniana, é o arranjo de canções e melodias. Cada uma dessas canções é chamada de gusheh.
- Dastgah. Dastgah ("instrumento"), na música tradicional iraniana, refere-se a uma coleção de diversas melodias (gusheh) que se harmonizam entre si em passos, melodias e intervalos de notas.
- Avaz. Avaz ("canção") aqui, é: Um tipo especial de forma musical de canção, que não possui uma métrica específica (em contraste com canções e composições de percussão, que possuem uma métrica específica).